# Macleaya
Macleaya es un género  de plantas herbáceas de la familia de las papaveráceas. Comprende 4 especies descritas y de estas, solo 2 aceptadas.

## Descripción
Es  nativa de China y Japón. Tienen hojas  de color verde oliva o gris, de 25 cm  de largo, y los tallos altos con plumas aireadas de pétalos, las flores son tubulares, de color blanquecino o crema.

## Cultivo
Las flores individuales son insignificantes, pero el efecto combinado de múltiples tallos  puede dar un efecto arquitectónico sorprendente. Las plantas no son adecuados para jardines pequeños, debido a sus tendencias invasoras, pero puede ser muy eficaz con las características de amplios jardines. Se propagan tanto por los retoños subterráneos y por siembra, por lo que puede ser difícil deshacerse de ellas en algunas situaciones.

## Taxonomía
El género  fue descrito por Robert Brown y publicado en Obs. Pl. Denham Clapperton 218–, in adnot. 1826. La especie tipo es: Macleaya cordata (Willd.) R.Br.	
Etimología
Macleaya: nombre genérico otorgado en honor del entomólogo escocés Alexander Macleay (1767-1848).

## Especies
- Macleaya cordata (Willd.) R.Br.
- Macleaya microcarpa (Maxim.) Fedde